# Beneath a Steel Sky
Beneath a Steel Sky est un jeu vidéo d'aventure qui se déroule dans un univers de science-fiction proche du cyberpunk. Il a été créé par le studio Revolution Software et publié par Virgin Interactive ; il utilise le moteur Virtual Theatre. Son design général a été conçu par l'auteur de comics Dave Gibbons.
Le jeu est sorti en 1994 sur les ordinateurs Amiga et PC, et la console Amiga CD32 ; il est disponible pour IPhone et iPod Touch depuis octobre 2009.
Le jeu connaîtra une suite en 2020 Beyond a Steel Sky sur MacOS, iOS, iPadOS, Windows, Playstation 4, Xbox One et Nintendo Switch

## Synopsis
La séquence d'introduction et la bande dessinée fournie avec le jeu racontent les évènements qui précèdent l'aventure : des aborigènes de l'arrière-pays australien recueillent un orphelin ayant survécu à un crash d'hélicoptère et l'appellent Robert Foster, en s'inspirant visiblement d'une étiquette de bière. L'enfant a atteint l'âge adulte quand de mystérieux soldats viennent le récupérer de force, puis annihilent sa tribu. Arrivé en ville, le héros survit à un nouvel accident d'hélicoptère et s'enfuit, déterminé à découvrir les responsables de son enlèvement et du massacre de sa tribu.
Robert Foster, c'est-à-dire le joueur, découvre rapidement que ces soldats étaient des membres du service de sécurité envoyé par LINC, l'intelligence artificielle qui contrôle la ville d'Union City. Il frôle encore la mort lorsqu'il croise une seconde fois l'officier Reich, ayant lui aussi survécu à l'accident, et chargé de le ramener coûte que coûte ; à l'issue de cette rencontre, il apprend que son vrai nom est « Overmann ».
Le reste de son passé se révélera progressivement pendant l'exploration de cette cité dangereuse où tout le monde est appelé à rester vigilant, et où beaucoup sont suspectés de dissidence ou de sabotage au profit d'ennemis de l'extérieur à la dystopie.

## Système de jeu
La souris permet de déplacer le personnage, d'interagir avec les objets, ou de dialoguer avec les gens rencontrés ; les conversations s'effectuent en choisissant des répliques prédéfinies pouvant varier en fonction de ce qu'a déjà accompli le joueur. Un inventaire, accessible en haut de l'écran, contient les objets trouvés en cours de partie.
Robert Foster est accompagné d'un petit robot, Joey. Le joueur peut parfois lui demander des conseils ou d'effectuer des actions à sa place.
| Forme du curseur       | Bouton gauche | Bouton droit        |
| ---------------------- | ------------- | ------------------- |
| Petite flèche          | Marcher       | Idem                |
| Grosse flèche          | Sortir        | Idem                |
| Croix sur un objet     | Examiner      | Utiliser ou prendre |
| Croix sur une personne | Parler        | Idem                |

| Forme du curseur             | Bouton gauche            | Bouton droit |
| ---------------------------- | ------------------------ | ------------ |
| Main sur un objet            | Utiliser les deux objets | Idem         |
| Main sur un personnage       | Donner                   | Idem         |
| Croix sur un objet           | Examiner                 | Prendre      |
| Croix avec objet sélectionné | Examiner                 | Replacer     |

## Accueil
Beneath a Steel Sky a été bien accueilli par la presse spécialisée :
- Adventure Gamers : 4/5[2] - 4/5 (Remastered)[3]
- Amiga Format : 94 %[4]
- CU Amiga : 95 %[5]
- Gen4 : 91 %[6]
- Joystick : 92 %[7]
- PC Gamer : 91 %[8]
- The One[réf. souhaitée] : 93 %

Il a remporté le Golden Joystick du « meilleur jeu d'aventure » de l'année 1994.[réf. souhaitée]

## Statut légal
En août 2003, le jeu est devenu un logiciel gratuit disponible sur différents sites d'abandonwares, sur le site GOG.com, et sur celui de ScummVM ; ce support permet de télécharger une version complète sur plus de plates-formes que prévu initialement.

## À noter
- Le nom de développement du jeu était Underworld.
- Une introduction sous forme de comics promotionnel est sortie en même temps que le jeu.
- Le jeu contient les voix des comédiens Brian Bowles, Adam Henderson, Jason Isaacs et Steve Mallons.
- La version Amiga était disponible en 15 disquettes 3"1/2 et installable sur disque dur, en faisant le second plus gros jeu jamais sortie en disquettes sur Amiga.
- La version CD32 est identique à la version Amiga en 32 couleurs et n'exploite pas les capacités graphiques AGA de la machine. Seule l'ajout d'une musique d'ambiance et les voix digitalisées apportent un changement.